# صباح (جمعية)
صباح (بالإنجليزية: Sabaah)‏ تأسست في 15 أبريل 2006 هي جمعية غير ربحية دنماركية تعمل على تحسين ظروف الأشخاص المثليين والمثليات ومزدوجي الميول الجنسية والمتحولين جنسياً من الأقليات المتحدرة من خلفيات عرقية.
صباح يعني «يوم جديد» أو «بداية جديدة». منذ تأسيسها، شاركت الجمعية في النشاط السياسي وشاركت في المناقشات والمظاهرات. وهي لا تقتصر على تقديم المشورة والمساعدة للأشخاص من مجتمع المثليين من الأقليات من خلفية عرقية فقط، كم تنظم فعاليات يمكن لأتباعها فيها أن يلتقوا وينشؤوا شبكة مع أقرانهم.